# جون تيتوس (قاضي)
جون تيتوس (بالإنجليزية: John Titus)‏ هو قاضي أمريكي، ولد في 12 أغسطس 1812 في مقاطعة باكز في الولايات المتحدة، وتوفي في 16 أكتوبر 1876 في توسان في الولايات المتحدة.